# 경북기계금속고등학교
경북기계금속고등학교(慶北機械金屬高等學校)는 대한민국 경상북도 경산시 자인면 북사리에 있는 공립 고등학교이다.

## 학교 연혁
- 1955년 6월 6일 : 자인농업고등학교 6학급 개교
- 1981년 3월 1일 : 자인고등학교로 교명 변경
- 1987년 3월 1일 : 고등학교 부설 산업체 특별학급 6학급 인가
- 1994년 3월 1일 : 경산공업고등학교로 교명 변경
- 2000년 3월 1일 : 경산자동차고등학교로 교명 변경
- 2006년 3월 1일 : 경북자동차고등학교로 교명 변경
- 2014년 11월 6일 : 산학일체형 도제교육 시범학교 지정
- 2015년 3월 1일 : 경북기계금속고등학교로 교명 변경
- 2018년 4월 25일 : 용접기술교육센터 개소
- 2019년 2월 1일 : 계정아트홀 개축
- 2019년 7월 16일 : 계정명품관 준공
- 2019년 11월 12일 : 계정생활관 개축
- 2022년 9월 1일 : 제27대 계광현 교장 취임
- 2023년 1월 13일 : 제66회 졸업식(102명) (졸업생 수 7,725명)
- 2023년 3월 2일 : 제69회 입학식(150명)

## 설치 학과
- 스마트용접과
- 컴퓨터응용선반과
- 컴퓨터응용밀링과

## 참고 자료
- 경북기계금속고등학교 - 한국교육학술정보원 학교알리미